# Rhinella spinulosa spinulosa
El sapo espinoso o sapo andino (Rhinella spinulosa spinulosa) es la subespecie típica de la especie Rhinella spinulosa, del género de anfibios bufónidos Rhinella. Este anuro de tamaño mediano-grande y hábitos terrestres habita en valles, montañas, altiplanos y estepas áridas en el centro-oeste de Sudamérica. 

## Descripción
Rhinella spinulosa spinulosa es un taxón de hábitos terrestres y tamaño mediano-grande (de hasta 100 mm de longitud hocico-cloaca). Posee cabeza ancha y redondeada, hocico corto y abultado, tímpano visible, grandes glándulas parótidas y piel muy áspera al tacto causada por la presencia de granulaciones con espinas córneas.

## Distribución y hábitat
El sapo espinoso andino habita en montañas, altiplanos, laderas y valles mayormente en la Cordillera de los Andes y áreas próximas a esta. En el Perú se distribuye en los departamentos de: Puno, Cusco, Junín y Huánuco. En Bolivia se distribuye en los departamentos occidentales. En Chile habita desde el extremo norte (Región de Arica y Parinacota) hasta la Región del Maule. En la Argentina se distribuye en el noroeste y Cuyo, en todas las provincias andinas alcanzando por el sur la parte sudoccidental de Mendoza o el extremo noroeste de Neuquén.
Altitudinalmente vive desde el nivel del mar (en el valle de Azapa, extremo norte de Chile) hasta los 5100 m s.n.m. en el oeste de Bolivia.

## Taxonomía
Descripción original
Este taxón fue creado por tautonimia absoluta al ser la subespecie correspondiente al ejemplar tipo de la especie, la cual fue descrita originalmente en el año 1834 por el zoólogo alemán Arend Friedrich August Wiegmann, con el nombre científico de Bufo spinulosus. Dicha combinación fue publicada por el mismo autor otra vez al año siguiente.
Localidad tipo
La localidad tipo referida es: ‘‘Perú’’.
Holotipo
En la descripción original no se designó holotipo; según Wilhelm Peters la cualidad le corresponde al catalogado como: ZMB 3415, el cual fue depositado en el Museo de Historia Natural de Berlín (ZMB).
Etimología
Etimológicamente, el término genérico Rhinella significa 'nariz pequeña'; se construye con las palabras: rhino- (ῥῑνο-), la forma combinada del griego antiguo rhis (ῥίς) que significa ‘nariz’ y el sufijo diminutivo en latín -ella. El epíteto específico y subespecífico spinulosa viene de dicha palabra en latín, la que significa: ‘con muchas pequeñas espinas’, haciendo alusión así a la piel de esta especie.  

## Conservación
Para Argentina
En el año 2012, los evaluadores Lorena Quiroga y Eduardo Sanabria clasificaron a Rhinella spinulosa spinulosa como un taxón “no amenazado” en la Argentina.
Para Chile
Este taxón ha tenido varias clasificaciones en Chile. En el año 1988, A. Glade lo situó en la categoría de “vulnerable”; en la misma categoría lo ubicó R. Formas en el año 1995, e igual conclusión obtuvieron H. Núñez, V. Maldonado y R. Pérez en el año 1997. En el año 2003, Helen Díaz-Páez y J. C. Ortiz lo clasificaron para Chile en la categoría de “fuera de peligro”. En el año 2006, Irma Vila, Carlos Ramírez, Alberto Veloso y Roberto Schlatter indican que su estado de conservación es ‘‘LC’’ (preocupación menor). Herman Núñez y Carlos Garin le asignaron para Chile la categoría de conservación: “casi amenazada”.